# Heterosaccus occidentalis
Heterosaccus occidentalis is een krabbezakjessoort uit de familie van de Sacculinidae. De wetenschappelijke naam van de soort is voor het eerst geldig gepubliceerd in 1928 door Boschma.